# Centrotus matangensis
Centrotus matangensis är en insektsart som beskrevs av William Lucas Distant 1916. Centrotus matangensis ingår i släktet Centrotus och familjen hornstritar. Inga underarter finns listade i Catalogue of Life.